# Worlds Apart (gruppo musicale)
I Worlds Apart erano una boy band britannica attiva principalmente negli anni novanta. Formata da quattro giovani londinesi, il gruppo pubblicò quattro album ed ebbe particolare successo in Francia.

## Storia
Creati nel 1992, i Worlds Apart erano originariamente composti da cinque membri: Aaron Poole, Dan Bowyer, Patrick Osborne, Steve Hart e Schelim Hannan, ognuno di etnia diversa e scelti proprio per creare un gruppo di culture diverse. La storia del gruppo venne successivamente segnata dalla progressiva sostituzione di quasi tutti i suoi membri, ad eccezione di Steve Hart. Nel 1993 Cal Cooper prese il posto di Patric Osborne; nel 1994 Aronne Poole e Dan Bowyer lasciarono il gruppo, mentre vi entrò a far parte Nathan Moore, proveniente dal gruppo Brother Beyond; nel 1997 Tim Fornara prese il posto di Schelim Hannan.
Il gruppo debutta nel 1994 con l'album Together, ma il successo vero e proprio per i Worlds Apart arrivò soltanto nel 1996 quando incisero una cover del celebre brano Je te donne di Jean-Jacques Goldman e Michael Jones per il loro secondo album  Everybody. Il singolo di Je te donne ottenne buoni piazzamenti nelle classifiche europee, ed in particolar modo arrivarono alla terza posizione dei singoli più venduti in Francia, dove il gruppo diventò estremamente popolare. Tuttavia con il cambiare delle mode, nel 2000 il gruppo si sciolse dopo aver pubblicato l'ultimo album Here and Now.
Il 2007 vede una reunion del gruppo, consistente in un album greatest hits intitolato Platinum ed una serie di concerti fra il Regno Unito e la Germania. Nonostante il discreto successo dell'album, il 16 maggio 2008, Cal Cooper ha annunciato il proprio ritiro definitivo dal gruppo, che rimane composto soltanto da Nathan Moore e Steve Hart.
```
Membri 
```

Nathan Moore1994-2000, 2007-2008
Steve Hart 1993-2000, 2007-2008
Cal Cooper 1993-2000, 2007-2008
Dan Bowyer 1993-1994
Tim Fornara 1997-2001
Schelim Hannan 1993-1997
Marcus Patrick con lo pseudonimo di Patrick Osborne
Aaron Poole

## Discografia
- Together (1994)
- Everybody (1996)
- Don't Change (1997)
- Here and Now (2000)
- The Brotherhood  (2002)
- Platinum (2007)